# Orden bl. Pija IX.
Orden bl. Pija IX., papinski orden. Jedan je od petorih papinskih ordena. Hijerarhijski se nalazi iza Vrhovnog ordena Krista, Ordena zlatne ostruge, a ispred Ordena sv. Grgura Velikog i Ordena sv. Silvestra. Ustanovljen je 1847. godine. Vatikan ga redovno dodjeljuje i najviši je iz te skupine ordena. Većinom ga primaju šefovi državâ i veleposlanici. Orden je iskovan tako da je s jedne strane slika pape, a s druge strane ime i prezime odlikovanog s nadnevkom kad je odlikovan. 17. listopada 1913. godine papa je odlikovao glavara dubrovačkog samostana franjevaca Male braće o. Urbana Taliju. Još onda je zabilježeno da se redovnicima ne običava odlikovati ovim odličjem, ali zbog velikih zasluga o. Talije papa ga je odlikovao.